# Larissa Dyke
Larissa Dyke (* 18. Juli 1985) ist eine ehemalige neuseeländische Leichtathletin, die sich auf den Sprint spezialisiert hat. 2012 wurde sie Ozeanienmeisterin im 100-Meter-Lauf.

## Sportliche Laufbahn
Larissa Dyke trat nur bei den Ozeanienmeisterschaften 2012 in Cairns international in Erscheinung und siegte dort in 12,32 s im 100-Meter-Lauf.
2019 wurde Hulls neuseeländische Meisterin im 400-Meter-Lauf sowie von 2021 bis 2023 über 200 Meter.

## Persönliche Bestzeiten
- 100 Meter: 12,06 s (−0,1 m/s), 11. Februar 2012 in Hamilton